# Adéla Kawka
Adéla Kawka (* 12. října 1977 Karviná) je australská astronomka českého původu.
V roce 1986 odešla s rodiči přes Rakousko do západoaustralského Perthu, kde na Murdochově univerzitě vystudovala fyziku a v roce 2004 získala doktorát. Od roku 2004 do dubna 2018 působila v Astronomickém ústavu AV ČR v Ondřejově. V současné době pracuje na Curtin University v Perthu. V roce 2009 spolu se svým kolegou Stéphane Vennesem objevila jednu z nejstarších a nejrychlejších hvězd v naší Galaxii NLTT11748 – bílého trpaslíka o extrémně nízké hmotnosti. NLTT11748 se ukázalo, že je v dvouhvězdném systému a dokonce je první zákrytovou dvojhvězdou, která obsahuje dva bílé trpaslíky.
Za rok 2009 získala prémii Jana Friče od Astronomického ústavu AV ČR jako vůbec první v historii tohoto ústavu.